# Буйничское поле
Буйничское поле (бел. Буйніцкае поле) ― мемориальный комплекс, расположенный юго-западнее Могилёва, вблизи деревни Буйничи.

## Оборона Могилёва
Возле деревни Буйничи в 1941 году во время обороны Могилёва проходили ожесточённые бои 172-й стрелковой дивизии (генерал-майор М. Т. Романов) 61-го стрелкового корпуса 13-й армии с немецкими войсками. Рубеж Тишовка — Буйничи — Селец, перекрывая автодорогу Могилёв — Бобруйск и железную дорогу Могилёв — Жлобин, обороняли воины 388-го стрелкового полка (полковник С. Ф. Кутепов), 340-го лёгкого артиллерийского полка (полковник И. С. Мазалов) 172-й стрелковой дивизии и батальон народного ополчения (комиссар П. Е. Терентьев).
Немецкое командование, планируя прорваться в Могилёв со стороны Бобруйска, сосредоточило на этом направлении 3-ю танковую дивизию, пехотные части, поддерживаемые артиллерией и авиацией. У Буйнич проходил передний край советской обороны, где противотанковый ров, смыкаясь с оврагами, упирался в Днепр.
С 10 июля немецкие войска систематически подвергали позиции 388-го полка массированной бомбардировке и артиллерийскому обстрелу.
12 июля советская артиллерия, открыв огонь по немецким танкам, нанесла им серьёзные потери.
В начавшемся наступлении на советские позиции через Буйничское поле направилось 70 немецких танков.
Бой продолжался 14 часов, советские части подбили и сожгли 39 танков, отбили несколько атак противника.
13 июля немецким частям удалось ворваться на позиции 3-го батальона, но контратака позволила выбить немецкие войска с захваченных позиций.
Свои позиции советские войска удерживали до 22 июля.
13—14 июля на Буйничском поле находились корреспондент газеты «Известия» писатель К. Симонов и фотокорреспондент той же газеты П. Трошкин, который сфотографировал подбитые на Буйничском поле немецкие танки.
События на Буйничском поле нашли отражение в романе Симонова «Живые и мёртвые» и дневнике «Разные дни войны».

## Мемориальный комплекс «Буйничское поле»
На поле воинской славы под Могилёвом, где 12 июля 1941 года произошёл самый ожесточённый бой с танковыми частями вермахта, в 1995 году построен мемориальный комплекс «Буйничское поле».
В память о героической обороне города Могилёва в июле 1941 года возведён мемориальный комплекс «Буйничское поле».
В 1983 году Могилёвский областной исполнительный комитет принял решение о проектировании мемориала, а в 1994 году (решение от 13 июня 1994 года № 8-24) о строительстве мемориального комплекса. Строительство велось на основании проекта, получившего первую премию на архитектурном конкурсе, проведённом Могилёвским облисполкомом в 1994 году.
Авторы конкурсного проекта: архитектор В. Чаленко, скульптор В. Бойцун, архитектор О. Барановский. Первая очередь мемориального комплекса была возведена в 1995 году в год 50-летия Победы советского народа в Великой Отечественной войне. Реализация второй очереди строительства в 2003 году.
В 2003 году Мемориал получил Диплом Министерства архитектуры и строительства Республики Беларусь на «Пятом национальном фестивале архитектуры».
В 2012 году Мемориальный комплекс «Буйничское поле» включён в «Семь главных достопримечательностей города» («Семь чудес архитектуры») под № 4.
Постановлением Совета министров Республики Беларусь от 14.05.2007 № 578 мемориальному комплексу «Буйничское поле» присвоен статус историко-культурной ценности категории «3».
Мемориальный комплекс «Буйничское поле» — историко-культурная ценность Беларуси с 2002 года. Автор проекта архитектор Владимир Чаленко. Мемориал включает в себя арку входа, которая соединена аллеей с центральной композицией — 27-метровой краснокирпичной часовней, построенной в стиле православной архитектуры.
Стены часовни внутри облицованы светлым мрамором. На них размещены мемориальные доски с сотнями фамилий воинов и народных ополченцев, погибших при обороне Могилёва. В центре часовни — «маятник Фуко» Буйничского мемориала. Под часовней находится склеп, предназначенный для торжественного перезахоронения останков погибших воинов Красной Армии, обнаруженных на полях боев в окрестностях Могилёва.
Аллеи соединяют часовню с аркой, где размещены горельефные доски, памятным камнем писателю К. Симонову, а также «озером слёз». Вокруг расположены образцы боевого вооружения и техники периода Второй мировой войны. Справа от часовни хорошо видны остатки противотанкового рва.
Над Буйничским полем, согласно завещанию писателя, в сентябре 1979 года развеян прах К. Симонова.
В 2019 году открыт храм в честь Рождества Иоанна Предтечи.
5 июля 2025 года рядом с Буйничским полем открыт Музей Славы Могилёвщины.